# Films jumeaux
Ne doit pas être confondu avec Mockbuster.
Des films jumeaux sont des films ayant un synopsis identiques qui fut produits ou sortis au même moment par deux productions différents. Ce phénomène est souvent le résultat de deux producteurs investissant dans des scénarios similaires au cours de la même période, donnant lieu à une compétition,.
Ce phénomène est parfois attribué à l'espionnage industriel, au mouvement des scénaristes entre différentes productions, ou au fait qu'un même scénario intéresse plusieurs producteurs au même moment. Ce phénomène peut également provenir de certains faits de l'actualité, influençant les scénaristes dans  la réalisation des scénarios de films.

## Caractéristiques
Bien que les films jumeaux soient généralement des films ayant un budget important, un mockbuster peut être réalisé avec un budget faible. Les mockbusters bénéficient habituellement d'une distribution et un marketing plus restreint.
Le producteur Bingham Ray décrit une situation résultant d'une conversation téléphonique où le scénariste du biopic Scandaleusement célèbre de 2006 sur Truman Capote lui téléphona pour annoncer qu'il avait terminé son script. Ray répondant « Je sais, je l'ai sur mon bureau ! » avant de réaliser qu'il avait en fait le scénario du film Truman Capote, un biopic par un autre scénariste.
Le scénariste Terry Rossio affirme qu'il y a toujours des projets cinématographiques ayant des scénarios similaires développés par plusieurs réalisateurs, mais, qu’habituellement, un seul d'entre eux était finalement produit. Il affirme aussi que les films jumeaux sont ainsi plutôt rares. Par exemple, la sortie de Strictly Criminal en 2015 mena à l'abandon d'un film similaire et qui aurait été produit par Ben Affleck et Matt Damon.
Le film Who Do You Love? eut sa sortie retardée jusqu'en 2010 pour éviter de rivaliser avec Cadillac Records, un film de 2008 à plus grand budget sur le même sujet.
Dans le cas de La Tour infernale, la crainte d'avoir deux thrillers d'action en compétition (les deux se déroulants dans un gratte-ciel en feu) convaincu deux studios Hollywoodiens de combiner leurs productions en un seul film.

## Exemples notables
- Si vous ne connaissez pas le sujet, laissez ce bandeau (vous pouvez alors contacter les auteurs).
- Si vous supprimez le contenu mis en cause (vous pouvez préalablement contacter les auteurs),

argumentez précisément cette suppression dans la page de discussion
(un manque de référence n'est pas un argument ; une recherche réelle de référence doit avoir été effectuée, être formellement documentée).
Des exemples notables de films jumeaux sont inclus dans cette liste,,, :
| Premier film                       | Date de sortie | Second film                                        | Date de sortie | Similitudes |
| ---------------------------------- | -------------- | -------------------------------------------------- | -------------- | --- |
| Agent X 27                         | 1931           | Mata Hari                                          | 1931           | Les deux films sont sur des espionnes. Les studios MGM, alarmés par la compétition que le phénomène Sternberg-Dietrich posait à la star Greta Garbo, répondirent avec Mata Hari la même année. |
| Catherine de Russie                | 1934           | L'Impératrice rouge                                | 1934           | Les deux sont sur Catherine II. |
| Crime et Châtiment                 | 1935           | Crime et Châtiment                                 | 1935           | |
| L'Insoumise                        | 1938           | Autant en emporte le vent                          | 1939           | L'Insoumise (1938) de William Wyler aurait été créé pour Bette Davis lorsqu'elle ne put obtenir le rôle convoité de Scarlett O'Hara dans Autant en emporte le vent (1939). Les deux films portent sur des Southern belles indépendantes et fougueuses durant la guerre de Sécession. |
| Vers sa destinée                   | 1939           | Abraham Lincoln                                    | 1940           | Les deux sont sur Abraham Lincoln,. |
| Rhapsodie à quatre mains           | 1946           | Le Concerto du chat                                | 1947           | Ces deux dessins animés sont centrés sur une interprétation au piano de la Rhapsodie hongroise no 2 de Liszt, et contiennent tous les deux une souris qui dérange le pianiste. |
| La Mouche noire                    | 1958           | La Femme guêpe                                     | 1959           | Les deux films sont sur un être humain qui se transforme en un insecte géant (une mouche et une guêpe). |
| Oscar Wilde                        | 1960           | Les Procès d'Oscar Wilde                           | 1960           | Les deux sont sur Oscar Wilde. |
| Docteur Folamour                   | 1964           | Point limite                                       | 1964           | Les deux portent sur le concept d'une guerre nucléaire accidentelle, bien que Docteur Folamour soit une satire, tandis que Point limite est un drame. |
| Harlow                             | 1965           | Harlow, la blonde platine                          | 1965           | Les deux sont des biopics retraçant la vie de Jean Harlow. |
| Big Boy                            | 1966           | Le Lauréat                                         | 1967           | Aussi Benjamin ou les Mémoires d'un puceau (1968). Ce sont tous des comédies dramatiques de passage à l'âge adulte où un jeune homme est poursuivi par une femme plus vieille que lui. |
| Les Tiens, les Miens, le Nôtre     | 1968           | Il y a un homme dans le lit de maman               | 1968           | Les deux films traitent avec des parents veufs qui se marient et combinent leurs familles. |
| Satyricon                          | 1969           | Les Dégénérés                                      | 1969           | Les deux s'appuyent sur Satyricon de Pétrone. |
| Ne sois pas triste                 | 1969           | Mon oncle Benjamin                                 | 1969           | Les deux films sont adaptés du livre Mon oncle Benjamin (1842) de Claude Tillier. |
| Isabelle, duchesse du diable       | 1969           | Faut pas jouer avec les vierges                    | 1969           | |
| 12 + 1                             | 1969           | Le Mystère des douze chaises                       | 1970           | Aussi Les Douze Chaises (1971). Tous sont basés sur sur la nouvelle Les Douze Chaises (1928) d'Ilf et Pétrov. |
| Léo le dernier                     | 1970           | Le Propriétaire                                    | 1970           | Les deux traitent sur des problèmes de classe et de race. Ils présentent un homme de la classe supérieure qui déménage dans un voisinage noir et de la classe inférieure, et devient impliqué avec les locataires. |
| Des fraises et du sang             | 1970           | Campus                                             | 1970           | Aussi The Revolutionary et RPM (1970). Ce sont tous des drames sur des révoltes de campus. |
| Bloody Mama                        | 1970           | Pas d'orchidées pour miss Blandish                 | 1971           | Les deux sont basés sur la vie de Ma Barker. |
| Goya, l'histoire d'une solitude    | 1971           | Goya, l'hérétique                                  | 1971           | |
| Sweet Sweetback's Baadasssss Song  | 1971           | Les Nuits rouges de Harlem                         | 1971           | Les deux sont fréquemment cités comme étant les plus anciens exemples du genre de blaxploitation. |
| Godspell                           | 1973           | Jesus Christ Superstar                             | 1973           | Les deux sont des adaptations de comédies musicales de Broadway autour de la vie de Jésus-Christ,. |
| Le Flambeur                        | 1974           | Les Flambeurs                                      | 1974           | Les deux présentes des protagonistes juifs accros au jeu d'argent sur une spirale infernale. |
| Complot à Dallas                   | 1973           | À cause d'un assassinat                            | 1974           | Des thrillers paranoïaques sur des assassinats politiques. |
| Le Juge et son bourreau            | 1974           | Double Jeu                                         | 1975           | Les deux films sont basés sur le roman policier Le Juge et son bourreau (1952) de Friedrich Dürrenmatt. |
| Cannonball!                        | 1976           | Chewing gum rallye                                 | 1976           | Les deux sont sur la même course nationale illégale. |
| Victoire à Entebbé                 | 1976           | Raid sur Entebbe                                   | 1977           | Aussi Opération Thunderbolt (1977). Ces films s'appuyent sur un événement réel: le détournement d'un vol par des terroristes et la libération d'otages Israéliens le 4 juillet 1976. L'opération fut connue sous le nom d'Operation Entebbe (nom de code: "Operation Thunderbolt") à l'aéroport international d'Entebbe en Ouganda. |
| Opération Brinks                   | 1976           | Têtes vides cherchent coffres pleins               | 1978           | Les deux films se basent sur le vol de Brink's en 1950 à Boston, où près de trois millions de dollars furent volés. |
| L'Animal                           | 1977           | La Fureur du danger                                | 1978           | Les deux sont des comédies sur cascadeurs. |
| L'Homme au masque de fer           | 1977           | Le Cinquième Mousquetaire                          | 1979           | |
| Corvette Summer                    | 1978           | Stingray                                           | 1978           | Les deux sont des comédies d'actions sur une Chevrolet Corvette. |
| Le Merdier                         | 1978           | Retour                                             | 1978           | Aussi Voyage au bout de l'enfer (1978) et Apocalypse Now (1979). Tous sont sur l'implication de l'Amérique durant la Guerre du Viêt Nam. |
| Les Guerriers de la nuit           | 1979           | Les Seigneurs                                      | 1979           | Les deux sont sur des guerres de gangs entre des gangs de rue composés d'adolescents new-yorkais de différentes ethnies. |
| Nosferatu, fantôme de la nuit      | 1979           | Dracula                                            | 1979           | Aussi Le Vampire de ces dames (1979). Tous sont tirés de la nouvelle Dracula de Bram Stoker. |
| Amityville : La Maison du diable   | 1979           | Shining                                            | 1980           | Les deux sont des films d'horreur surnaturel sur une famille qui déménage dans un bâtiment où une ancienne famille de locataires fut assassinée et où le père devient possédé par le meurtrier, attaquant ultimement sa famille avec une hache. |
| Un flic de choc                    | 1979           | Chicanos, chasseur de têtes                        | 1980           | Aussi Police frontière (1982); Tous impliquent des patrouilles frontalières ou des agents d'immigration qui ont de dangereuses rencontres avec des criminels. |
| La Course à la mort                | 1981           | Firebird 2015 AD                                   | 1981           | Les deux prennent place dans un futur où le gouvernement américain a banni les automobiles privées. |
| Roar                               | 1981           | Savage Harvest                                     | 1981           | Les deux films présentent des familles américaines attaquées par des lions en Afrique. |
| Hurlements                         | 1981           | Wolfen                                             | 1981           | Aussi Le Loup-garou de Londres (1981); Tous impliquent des loups-garous ou des créatures surnaturelles ressemblant à des loups. |
| Porky's                            | 1981           | The Last American Virgin                           | 1982           | Aussi Screwballs et Losin' It (1983); Tous sont des comédies sexuelles où un groupe d'amis essaient de perdre leur virginité ou de faire une mission liée au sexe. |
| The Killing of Angel Street        | 1981           | Vague de Chaleur                                   | 1982           | Les deux sont librement inspirés de la disparition de l'activiste australienne anti-développement Juanita Nielsen,. |
| Some Kind of Hero                  | 1982           | Rambo                                              | 1982           | Aussi Destructor (1980). Ces films contiennent un vétéran du Viêt Nam qui retourne à la maison et qui a alors du mal à s'ajuster à la vie civile. |
| Carmen                             | 1983           | Carmen                                             | 1984           | Les deux sont des adaptations de l'opéra Carmen de Georges Bizet. |
| Octopussy                          | 1983           | Jamais plus jamais                                 | 1983           | Les deux films contiennent une version légèrement plus vieille que d'habitude de l'agent secret fictif James Bond, interprétée par un acteur qui l'ont déjà interprété dans plusieurs films de la saga (Roger Moore et Sean Connery respectivement). Les deux se basent sur d'anciennes histoires écrites ou co-écrites par Ian Fleming; Octopussy se base sur l'histoire courte du même nom et sur La Sphère d'émeraude, tandis que Jamais plus jamais se base sur Opération Tonnerre.                                                 |
| Wild Style                         | 1983           | Beat Street                                        | 1984           | Les deux sont des films de hip-hop qui se concentre sur les quatre piliers de la culture hip-hop,. Voir aussi le documentaire Style Wars (1983), qui se concentre sur le graffiti et un peu sur le breakdance; le film Break Street 84 (1984) qui est largement centré sur le breakdance; Krush Groove (1985), une fictionalisation de la fondation de Def Jam, se concentre sur le breakdance et le rap. Beaucoup d'interprètes apparaissent dans ces films, tels que le Rock Steady Crew dans Wild Style, Style Wars, et Beat Street. |
| The Day After                      | 1983           | Threads                                            | 1984           | Aussi Le Dernier Testament (1983) et One Night Stand (en) (1984) ; Tous sont sur la préparation et les conséquences d'une attaque nucléaire. |
| Les Moissons de la colère          | 1984           | La Rivière                                         | 1984           | Aussi Les Saisons du cœur (1984); Tous sont sur les difficultés que font face des fermes de familles. |
| Dreamscape                         | 1984           | Les Griffes de la nuit                             | 1984           | Les deux sont sur des gens qui entrent dans les rêves des autres et qui sont capables de les tuer dans la vraie vie en les tuant dans leurs rêves. |
| Gremlins                           | 1984           | Ghoulies                                           | 1985           | Aussi Critters (1986). Tous impliquent des petites créatures destructrices et diaboliques. |
| Rambo 2 : La Mission               | 1985           | Commando                                           | 1985           | Aussi Portés disparus (1984). Tous sont des films d'action avec un homme qui est une armée à lui tout seul. |
| Le Retour des morts-vivants        | 1985           | Le Jour des morts-vivants                          | 1985           | Les deux sont des films de zombie, sortis presque simultanément, et provenant de la collaboration entre John A. Russo et George A. Romero sur La Nuit des morts-vivants. |
| Une créature de rêve               | 1985           | Profession : Génie                                 | 1985           | Aussi Les Aventuriers de la 4e dimension (1985). Tous contiennent des adolescents qui se mêlent dans la science folle et qui se retrouvent au-dessus de leurs têtes. |
| Retour vers le futur               | 1985           | Peggy Sue s'est mariée                             | 1986           | Les deux contiennent des protagonistes qui reculent dans le temps et qui rencontrent les versions collégiennes des membres de leur famille, interprétés par les mêmes acteurs. |
| Vampire, vous avez dit vampire ?   | 1985           | Vamp                                               | 1986           | Aussi Génération perdue et Aux frontières de l'aube (1987); Ce sont tous des films de vampire impliquant des adolescents. |
| Top Gun                            | 1986           | Aigle de fer                                       | 1986           | Les deux sont des films sur des combattants aériens. |
| GoBots: Battle of the Rock Lords   | 1986           | La Guerre des robots                               | 1986           | Les deux sont des films d'animation dérivés de séries télévisées comportant des robots qui se transforment. |
| The Vindicator                     | 1986           | RoboCop                                            | 1987           | Les deux sont sur un innocent qui est laissé mutilé et proche de la mort par des méchants, est reconstruit en un cyborg par une compagnie d'armes spéciales, et cherche à se venger des gens responsables de son destin. |
| Gothic                             | 1986           | Un été en enfer                                    | 1988           | Aussi Remando al viento (1988). Tous se situent en 1816 quand Lord Byron, Mary Shelley, Percy Shelley et John Polidori passent un été dans la Villa Diodati au Lac Geneva. |
| Link                               | 1986           | Incidents de parcours                              | 1988           | Les deux sont des films d'horreur avec des primates comme antagoniste. |
| Le Secret de mon succès            | 1987           | Working Girl                                       | 1988           | Les deux sont sur des gens qui débutent en bas de l'échelle dans leur nouveau travail dans la ville de New York, prétendant être des cadres, venant avec de grandes idées concernant des rachats, et obtenant l'homme/la femme qui était hors de sa ligue. |
| Mon père c'est moi                 | 1987           | Big                                                | 1988           | Aussi Vice Versa, Papy Junior, Comment épouser sa prof quand on a 14 ans? (1988) et Dream a Little Dream (1989); Tous montrent des garçons qui se transforment en adultes ou qui échangent de corps avec des adultes. |
| Les Liaisons dangereuses           | 1988           | Valmont                                            | 1989           | Les deux sont des adaptations de la nouvelle Les Liaisons dangereuses. Le film de 1988 est adapté de la pièce de théâtre à succès du même nom de Christopher Hampton, elle même adaptée du roman épistolaire de Pierre Choderlos de Laclos. |
| Chien de flic                      | 1989           | Turner et Hooch                                    | 1989           | Les deux sont sur un agent de police qui obtient un chien comme partenaire. |
| MAL : Mutant aquatique en liberté  | 1989           | Leviathan                                          | 1989           | Aussi Abyss, Le Couloir de la mort, Les seigneurs des abîmes (1989) et L'abîme (1990); tous sont des thrillers aquatiques impliquant des explorateurs qui découvrent des créatures nouvelles et étranges (et hostiles dans la majorité de ces films) dans l'océan. |
| The Forbidden Dance                | 1990           | Lambada... le film                                 | 1990           | Les deux sont des films qui se centrent sur la danse de la Lambada. |
| Robin des Bois, prince des voleurs | 1991           | Robin des Bois                                     | 1991           | Les deux se basent sur la légende de Robin des Bois. |
| Le Proprio                         | 1991           | Chienne de vie                                     | 1991           | Les deux sont sur d'impitoyables hommes blancs de la classe supérieure qui sont forcés de vivre dans un taudis urbain. |
| Les Indomptés                      | 1991           | Bugsy                                              | 1991           | Ces deux films policiers portent sur Benjamin "Bugsy" Siegel, Charles "Lucky" Luciano, Meyer Lansky, Frank Costello. "Lucky" Luciano apparaît également dans Billy Bathgate (1991). |
| December Bride                     | 1991           | The Playboys                                       | 1992           | Les deux films parlent d'une jeune femme irlandaise dans une petite communauté rurale et qui décide d'avoir un enfant hors marriage. |
| La Manière forte                   | 1991           | Into the Sun                                       | 1992           | Les deux films sont sur une star de cinéma qui passe à travers des aventures dangereuses tout en récupérant du matériel pour un rôle. |
| 1492 : Christophe Colomb           | 1992           | Christophe Colomb : La Découverte                  | 1992           | Les deux sont sur Christophe Colomb et sa découverte des Amériques en 1492. |
| Fear of a Black Hat                | 1993           | CB4                                                | 1993           | Les deux sont des parodies de hip hop (Fear of a Black Hat est un faux documentaire) et parodient principalement N.W.A, parmi plusieurs actes. Les deux films mettent en vedette les acteurs Deezer D, Lance Crouther, LaVerne Anderson; Kimberly Hardin distribua les rôles pour les deux films. |
| Mad Dog and Glory                  | 1993           | Proposition indécente                              | 1993           | Les deux films impliquent un homme achetant une femme qui n'est pas une prostituée pour une courte période de temps et pour une grande somme d'argent. |
| Chasse à l'homme                   | 1993           | Que la chasse commence                             | 1994           | Les deux sont des thrillers d'action situés dans le présent et qui sont largement inspirés de la nouvelle The Most Dangerous Game. |
| Tombstone                          | 1993           | Wyatt Earp                                         | 1994           | Les deux sont des biopics sur Wyatt Earp. |
| La Star de Chicago                 | 1993           | Little Big Boss                                    | 1994           | Les deux sont sur un garçon de 12 ans qui devient impliqué dans la Ligue majeure de baseball. |
| Kalifornia                         | 1993           | Tueurs nés                                         | 1994           | Aussi la mini-série Murder in the Heartland (1993). Ce sont tous des road movies sur un couple s'engageant dans des meurtres à la chaîne et qui s'inspirent directement ou librement du tueur Charles Starkweather. Juliette Lewis tient le rôle du personnage principal dans les deux films. |
| Trois de Cœur                      | 1993           | Deux garçons, une fille, trois possibilités        | 1994           | Les deux films impliquent un triangle amoureux entre un hétérosexuel, un homosexuel et un bisexuel. Chaque film met également en vedette l'un des frères Baldwin ainsi qu'une actrice récurrente de la série Twin Peaks. |
| Terminal Velocity                  | 1994           | Drop Zone                                          | 1994           | Les deux sont des films d'action qui impliquent du parachutisme. |
| Un joueur à la hauteur             | 1994           | The Scout                                          | 1994           | Les deux films sont sur un observateur sportif américain désespéré qui pense avoir trouvé un talent extraordinaire en un étranger, mais amener le joueur à la célébrité s'avère être plus difficile qu'il ne le pensait. L'observateur apprend également des leçons de vie du joueur qu'il est censé développer. |
| Camp Nowhere                       | 1994           | La Colo des gourmands                              | 1995           | Les deux films prennent place dans un camp d'été et incluent un antagoniste pré-adolescent qui est initialement réticent à aller au camp (les deux furent également distribués par Buena Vista Pictures). |
| Priscilla, folle du désert         | 1994           | Extravagances                                      | 1995           | Les deux ont un synopsis où des drag queens font un road trip à travers leur continent (dans un cas, l'Australie, dans l'autre, les États-Unis), dans une quête de découverte de soi. |
| Street Fighter                     | 1994           | Mortal Kombat                                      | 1995           | Aussi Double Dragon (1994). Tous sont des films d'arts martiaux liés à des franchises de jeux de combat. |
| Braveheart                         | 1995           | Rob Roy                                            | 1995           | Aussi The Bruce (1996); Tous sont des biopics d'aventure ou de guerre situés en Écosse. |
| Gordy                              | 1994           | Babe, le cochon devenu berger                      | 1995           | Les deux sont des films familiaux mettant en vedette des cochonnets. |
| Un visiteur chez le roi Arthur     | 1995           | Kids of the Round Table                            | 1995           | Les deux impliquent un garçon américain de l'époque contemporaine qui rencontre des personnages de la légende arthurienne, menant le garçon à expérimenter l'aventure et à gagner en confiance en soi. |
| Showgirls                          | 1995           | Striptease                                         | 1996           | Les deux sont des drames érotiques centrés sur un personnage principal impliqué dans la profession de strip-teaser. |
| Powder                             | 1995           | Phénomène                                          | 1996           | Les deux racontent l'histoire d'un homme aux pouvoirs télépathiques qui font de lui un paria dans sa petite ville (les deux films furent distribués par Buena Vista Pictures). |
| Dangereuse Alliance                | 1996           | Little Witches                                     | 1996           | Les deux sont des films sur des jeunes parias adolescents qui deviennent des sorciers. |
| Emma, l'entremetteuse              | 1996           | Emma                                               | 1996           | Les deux sont tirés du roman du même nom de Jane Austen. |
| Ultime Décision                    | 1996           | Air Force One                                      | 1997           | Les deux sont des films sur des terroristes détournant un avion et sur une équipe de sauvetage qui sauve les passagers et vainc les terroristes. |
| Le Pic de Dante                    | 1997           | Volcano                                            | 1997           | Les deux sont des films catastrophe centrés sur des éruptions volcaniques,. |
| Le Chacal                          | 1997           | Contrat sur un terroriste                          | 1997           | Les deux sont des thrillers d'action qui portent sur des assassins surnommés « Jackal ». |
| Kundun                             | 1997           | Sept Ans au Tibet                                  | 1997           | Les deux sont des drames basés sur des faits vécus et situés dans le Tibet du milieu du XXe siècle, où le 14e Dalai Lama y tient le rôle de personnage principal. |
| Meurtre à la Maison-Blanche        | 1997           | Les Pleins Pouvoirs                                | 1997           | Les deux films centrent sur l'enquête d'un meurtre à Washington, impliquant le président à la Maison-Blanche,. |
| The House of Yes                   | 1997           | Back Home                                          | 1997           | Les deux films centrent sur des familles dysfonctionnelles qui se réunissent pour Thanksgiving. |
| Prefontaine                        | 1997           | Without Limits                                     | 1998           | Les deux sont des films sportifs biographiques sur Steve Prefontaine. |
| Fourmiz                            | 1998           | 1 001 Pattes                                       | 1998           | Les deux sont des films d'animation sur des insectes, mettant en vedette une fourmi non-conformiste qui tombe amoureux d'une princesse fourmi, quitte la fourmilière, et revient accueilli en héros. |
| Deep Impact                        | 1998           | Armageddon                                         | 1998           | Aussi La météorite du siècle (1997), Asteroïde : Points d'impact (1997), Judgment Day (1999), et Tycus (1998). Tous sont des films de risque de catastrophe planétaire qui sont centrés sur un impact cosmique imminent qui menace de mettre fin à toute forme de vie ou presque sur Terre,. La comète Shoemaker-Levy 9 avait percuté Jupiter en 1994. |
| Il faut sauver le soldat Ryan      | 1998           | La Ligne rouge                                     | 1998           | Les deux sont des drames de prestige sur la seconde guerre mondiale. |
| Pile et Face                       | 1998           | Cours, Lola, cours                                 | 1998           | Les deux films racontent l'histoire d'une femme plusieurs fois, modifiant un détail au début et montrant comment ce changement peut affecter drastiquement le dénouement. |
| Un cadavre sur le campus           | 1998           | Cursus fatal                                       | 1998           | Les deux films impliquent des collégiens qui tentent d'utiliser la passation par la catastrophe. |
| Studio 54                          | 1998           | Les Derniers Jours du disco                        | 1998           | Les deux films se passent durant le déclin de l'ère du disco à la fin des années 1970. |
| The Truman Show                    | 1998           | En direct sur Ed TV                                | 1999           | Les deux sont des films où la vie d'un homme est une émission de télévision diffusée 24 heures sur 24. |
| La Malédiction de la momie         | 1998           | La Momie                                           | 1999           | Les deux sont sur des momies qui reviennent à la vie et qui tuent des gens. |
| Dark City                          | 1998           | Matrix                                             | 1999           | Aussi Passé virtuel et eXistenZ (1999). Tous sont des films de science-fiction impliquant le thème si le monde est réel ou s'il est une illusion. Tous sauf Dark City impliquent la réalité virtuelle dans un système informatique. |
| Haute Voltige                      | 1999           | Thomas Crown                                       | 1999           | Les deux sont des films de cambriolage qui se concentrent sur la relation entre une enquêtrice en assurances et un voleur qui vole une peinture d'un artiste célèbre. (Coincidemment, le personnage principal masculin des deux films sont interprétés par un acteur qui a déjà incarné James Bond.) |
| La Fin des temps                   | 1999           | Stigmata                                           | 1999           | Aussi Les Âmes perdues (2000); Tous sont des films d'horreur religieux surnaturels qui impliquent l'église catholique. La Fin des temps et Stigmata mettent en vedette Gabriel Byrne en tant que personnage principal. End of Days et Lost Souls utilisent le thème de Satan qui prend possession du corps d'un homme. |
| Hantise                            | 1999           | La Maison de l'horreur                             | 1999           | Les deux sont des films d'horreur où un groupe d'étrangers sont amenés sous de fausses prétentions à passer une nuit dans une maison hantée. Les deux sont basés sur des travaux de 1959 avec des titres anglophones similaires, soit la nouvelle Maison hantée (The Haunting of Hill House) et le film La Nuit de tous les mystères (House on Haunted Hill), respectivement. |
| L'Homme bicentenaire               | 1999           | A.I. Intelligence artificielle                     | 2001           | Les deux sont des films de science-fiction qui traitent sur des robots humanoïdes cherchant à expérimenter l'émotion et à être humain. Les deux sont également adaptés de travaux d'auteurs proéminents de SF; Isaac Asimov et Brian Aldiss respectivement. Voir aussi I, Robot. |
| La Route d'Eldorado                | 2000           | Kuzco, l'empereur mégalo                           | 2000           | Les deux sont des comédies de potes animés situés dans ce qui est aujourd'hui l’Amérique latine. |
| Scary Movie                        | 2000           | Scary Scream Movie                                 | 2000           | Les deux sont des parodies de films d'horreur. |
| Mission to Mars                    | 2000           | Planète rouge                                      | 2000           | Les deux sont des films de science-fiction sur des expéditions sur Mars,. |
| Wonder Boys                        | 2000           | À la rencontre de Forrester                        | 2000           | Les deux sont des films impliquant un écrivain et son amitié avec un étudiant. |
| The Score                          | 2001           | Braquages                                          | 2001           | Les deux sont des thrillers criminels qui impliquent un important cambriolage. |
| Un automne à New York              | 2000           | Sweet November                                     | 2001           | Les deux films centrent sur des jeunes femmes à l'esprit libre qui sont diagnostiquées avec des maladies terminales et sur un fond d'automne. |
| Joe La Crasse                      | 2001           | Run Ronnie Run!                                    | 2002           | Les deux sont des histoires humoristiques et grossières sur des rednecks moyennement adorables, et certains des gags présents dans les deux films sont presque identiques. En revanche, Run Ronnie Run! se base sur un personnage de Mr. Show with Bob and David datant de 1995. |
| Harvard à tout prix                | 2002           | Orange County                                      | 2002           | Les deux sont des comédies sur quelqu'un qui a recours à des mesures radicales pour se faire accepter dans un collège prestigieux ou pour en payer les frais de scolarité. |
| Appel au meurtre                   | 2002           | Phone Game                                         | 2002           | Les deux films tournent autour de personnes qui répondent à un téléphone dans une place publique et qui y sont retenues en otage par un sniper qui a un agenda. |
| Freddy contre Jason                | 2003           | Alien vs. Predator                                 | 2004           | Les deux contiennent des icônes de l'horreur des années 1980 qui se battent entre eux, tandis que des humains finissent par être dans la fusillade. |
| Esprit libre                       | 2004           | Des étoiles plein les yeux                         | 2004           | Les deux sont des comédies romantiques sur la fille rebelle du Président des États-Unis. |
| La Crypte                          | 2005           | The Descent                                        | 2005           | Les deux sont des films d'horreur où des gens rencontrent des créatures meurtrières dans un système de grottes |
| Red Eye : Sous haute pression      | 2005           | Flight Plan                                        | 2005           | Les deux sont des thriller situés dans des avions. |
| La Guerre des mondes (film)        | 2005           | La Guerre des mondes (téléfilm)                    | 2005           | Les deux sont des adaptations de La Guerre des mondes de H. G. Wells. |
| L'École fantastique                | 2005           | Zoom : L'Académie des super-héros                  | 2006           | Les deux sont sur des enfants s'entraînant pour devenir des superhéros. |
| Madagascar                         | 2005           | The Wild                                           | 2006           | Les deux sont des films d'animation par ordinateur qui impliquent des animaux similaires dans le zoo de Central Park et qui sont introduits à la vie sauvage. |
| Truman Capote                      | 2005           | Scandaleusement célèbre                            | 2006           | Les deux sont des drames sur Truman Capote et l'écriture de De sang-froid,. |
| Beowulf, la légende viking         | 2005           | La Légende de Beowulf                              | 2007           | Les deux sont des films d'aventure fantasy prenant pour source le poème épique Beowulf. |
| Zzyzx                              | 2006           | Zyzzyx Rd.                                         | 2006           | Les deux sont des thrillers sur des personnes qui tentent de cacher un cadavre sur Zzyzx Road en Californie |
| Vol 93                             | 2006           | Flight 93                                          | 2006           | Les deux sont des drames sur le Vol United Airlines 93. |
| Le Prestige                        | 2006           | L'Illusionniste                                    | 2006           | Les deux sont des films qui portent sur des magiciens du XIXe siècle. |
| Nos voisins, les hommes            | 2006           | Les Rebelles de la forêt                           | 2006           | Les deux sont des films d'animation par ordinateur sur des animaux sauvages en guerre avec les humains. |
| Happy Feet                         | 2006           | Les Rois de la glisse                              | 2007           | Les deux sont des films d'animation par ordinateur sur des pingouins,. |
| The Zodiac                         | 2005           | Zodiac                                             | 2007           | Aussi Curse of the Zodiac (2007). Tous sont des films gravitant autour de l'histoire du tueur du Zodiaque. |
| An American Crime                  | 2007           | The Girl Next Door                                 | 2007           | Ces deux films racontent la torture et le meurtre de Sylvia Likens. |
| 27 robes                           | 2008           | Le Témoin amoureux                                 | 2008           | Les deux sont des comédies romantiques se concentant sur des marriages et des amis loyaux qui y prennent part en tant que demoiselles d'honneur. |
| Coco Chanel                        | 2008           | Coco avant Chanel                                  | 2009           | Aussi Coco Chanel et Igor Stravinsky (2009). Tous sont liés à la modiste Coco Chanel. |
| L'Œil du mal                       | 2008           | Conspiracy                                         | 2009           | Les deux centrent sur un superordinateur gouvernemental doté d'une I.A. qui a pour tâche de protéger les États-Unis par une surveillance omniprésente et un accès illimité à presque toutes les technologies, et qui devient trop autonome et puissant. |
| Repo! The Genetic Opera            | 2008           | Repo Men                                           | 2010           | Situés dans un futur dystopique, les deux films traitent sur un ou plusieurs "repo men" d'une corporation qui reprend de manière fatale les organes artificiels lorsque les patients ne peuvent payer. |
| Observe and Report                 | 2009           | Paul Blart : Super Vigile                          | 2009           | Les deux sont des comédies sur un policier en surpoids dans un mail. |
| Ultimate Game                      | 2009           | Clones                                             | 2009           | Aussi Avatar (2009); Tous sont des films de science fiction où des personnes contrôlent physiquement des corps à distance,. |
| Prédictions                        | 2009           | 2012                                               | 2009           | Les deux sont des films catastrophes de science fiction sur la fin du monde. |
| La Route                           | 2009           | Le Livre d'Eli                                     | 2010           | Les deux films se passent dans un monde post-apocalyptique, où les personnages principaux tentent de survivre en voyageant. |
| Blindés                            | 2009           | Takers                                             | 2010           | Les deux sont des thrillers de vol stylés. Matt Dillon joue dans les deux films. |
| L'Agence tous risques              | 2010           | The Losers                                         | 2010           | Les deux sont des films d'action au rythme rapide sur des agents militaires déshonorés qui cherchent la rédemption et la revanche après avoir été trahis lors d'une mission secrète. De plus, les deux s'appuyent sur des séries provenant d'autres médiums (le premier sur une série télévisée et l'autre sur un comic book). |
| Moi, moche et méchant              | 2010           | Megamind                                           | 2010           | Les deux sont des films d'animation sur un superméchant qui est devenu diabolique en raison d'une mauvaise éducation, se trouvant lui-même séduit par le côté positif pour vaincre un méchant plus diabolique que lui. |
| Skyline                            | 2010           | World Invasion: Battle Los Angeles                 | 2011           | Les deux sont des films d'invasion martienne principalement situés à Los Angeles. Sony Pictures, le studio de World Invasion, eut recours à des actions légales contre les directeurs et les maîtres en effets spéciaux de Skyline pour avoir prétendument plagié des idées et de l'équipement de leur film similaire. Sony finit par rejeter leur médiation, affirmant qu'ils étaient satisfaits que leurs propres effets spéciaux n'étaient pas utilisés dans Skyline.                                                                |
| Le Chasseur de primes              | 2010           | Recherche Bad Boys désespérément                   | 2012           | Les deux sont des films sur un chasseur de primes et qui va après un ancien intérêt amoureux[réf. nécessaire]. |
| Centurion                          | 2010           | L'Aigle de la Neuvième Légion                      | 2011           | Les deux sont des films d'action historique sur la disparition de la neuvième légion de l'Empire romain. |
| Sex Friends                        | 2011           | Sexe entre amis                                    | 2011           | Les deux sont des comédies romantiques sur une paire d'amis qui ont une relation sexuelle décontractée et non romantique, et qui tombent éventuellement amoureux. Sex Friends avait comme titre de travail Friends with Benefits (le titre anglophone de Sexe entre amis), mais dut être renommé en raison d'un conflit avec l'autre film. |
| La Guerre des boutons              | 2011           | La Nouvelle Guerre des boutons                     | 2011           | Les deux sont des adaptations françaises de la nouvelle La Guerre des boutons, sortis à une semaine d'intervalle, bien que le premier se situe durant la guerre d'Algérie tandis que le second se passe durant la Seconde Guerre mondiale. |
| The Raid                           | 2011           | Dredd                                              | 2012           | Les deux films traitent sur un agent des forces de l'ordre qui infiltre un grand bâtiment résidentiel en poursuite d'un maître du crime, et où ce maître tente de tourner les locataires contre l'agent. |
| Extraterrestre                     | 2011           | Jusqu'à ce que la fin du monde nous sépare         | 2012           | Aussi 4 h 44 Dernier jour sur Terre (2011) et Melancholia (2011). Tous sont des films apocalyptiques de science-fiction,. |
| Quartet                            | 2012           | Le Quatuor                                         | 2012           | Les deux sont sur les membres d'un quartet de musique classique faisant face à leur vieillesse. |
| The Girl                           | 2012           | Hitchcock                                          | 2012           | Les deux sont des biopics sur Alfred Hitchcock. |
| Blanche-Neige                      | 2012           | Blanche-Neige et le Chasseur                       | 2012           | Les deux sont des adaptations libres du conte Blanche-Neige. Le film espagnol Blancanieves (2012) est également une adaptation de Blanche-Neige, utilisant une cinématographie muette et en noir et blanc similaire au film The Artist. |
| Zero Dark Thirty                   | 2012           | Code Name Geronimo                                 | 2012           | Les deux films sont sur l'assassinat d'Oussama ben Laden. |
| Upside Down                        | 2012           | Patéma et le monde inversé                         | 2013           | Les deux sont une romance entre des personnages de mondes jumeaux, chacun ayant une gravité opposée à l'autre. |
| Le Fils de l'autre                 | 2012           | Tel père, tel fils                                 | 2013           | Les deux films se concentrent sur deux jeunes hommes qui furent mélangés à la naissance et élevés par des familles issues de couches socioéconomiques contrastées. |
| Hijacking                          | 2012           | Capitaine Phillips                                 | 2013           | Les deux sont sur une attaque pirate sur un bateau cargo autour de la côte de la Somalie. |
| Ip Man: The Final Fight            | 2013           | The Grandmaster                                    | 2013           | Les deux sont des drames d'arts martiaux produits à Hong Kong et qui portent sur la vie d'Ip Man, dans l'intention de profiter du succès de la tétralogie des Ip Man. |
| Jobs                               | 2013           | Steve Jobs                                         | 2015           | Les deux sont des biopics sur Steve Jobs. |
| La Chute de la Maison-Blanche      | 2013           | White House Down                                   | 2013           | Les deux sont des films d'actions sur des attaques terroristes sur la Maison-Blanche. |
| Oblivion                           | 2013           | After Earth                                        | 2013           | Les deux films contiennent un protagoniste qui doit combattre pour pouvoir survivre sur une Terre post-apocalyptique. |
| C'est la fin                       | 2013           | Le Dernier Pub avant la fin du monde               | 2013           | Aussi Rapture-Palooza (2013); Ce sont tous des comédies apocalyptiques. |
| The Double                         | 2013           | Enemy                                              | 2013           | Les deux sont sur un homme qui trouve son doppelgänger dans un état visiblement totalitaire. |
| The Machine                        | 2013           | Autómata                                           | 2014           | Aussi Ex machina (2014), Transcendence (2014), Chappie (2015), et Uncanny (2015). Ce sont tous des films de science-fiction impliquant des robots et/ou de l'intelligence artificielle. |
| Yves Saint Laurent                 | 2014           | Saint Laurent                                      | 2014           | Les deux sont des biopics sur Yves Saint Laurent. |
| Hercules                           | 2014           | La Légende d'Hercule                               | 2014           | Aussi Hercules: La vengeance d'un Dieu (2014); Tous sont sur Hercule. |
| Equalizer                          | 2014           | John Wick                                          | 2014           | Les deux films impliquent un protagoniste hautement entraîné qui cherche la vengeance par l'assassinat. |
| Life After Beth                    | 2014           | Burying the Ex                                     | 2014           | Aussi Warm Bodies (2013). Ce sont tous des comédies romantiques impliquant des zombies,. |
| C'est ici que l'on se quitte       | 2014           | Un été à Osage County                              | 2014           | Les deux films impliquent des familles dysfonctionnelles qui se réunissent après la mort de leur patriarche. |
| Unfriended                         | 2014           | Friend Request                                     | 2016           | Les deux sont des films d'horreur avec un synopsis centré autour des médias sociaux. |
| Le Labyrinthe du silence           | 2014           | Fritz Bauer, un héros allemand                     | 2015           | Aussi Die Akte General (2016). Tous sont des films dépeignant l'effort qui mena au procès de Francfort par un groupe de prosécuteurs mené par Fritz Bauer. |
| Moonwalkers                        | 2015           | Operation Avalanche                                | 2016           | Les deux sont des films s'appuyant sur les théories conspirationnistes du programme Apollo. |
| The Beauty Inside                  | 2015           | Every Day                                          | 2018           | Les deux sont une romance entre une femme et un esprit qui se réveille chaque jour dans un corps différent,. |
| Marguerite                         | 2015           | Florence Foster Jenkins                            | 2016           | Les deux films sont basés sur la vie de Florence Foster Jenkins. |
| Seul sur Mars                      | 2015           | Approaching the Unknown                            | 2016           | Aussi Forsaken (2018). Les deux sont sur un homme qui s'est échoué dans l'espace lors d'une mission sur Mars et doit trouver un moyen de survivre. |
| 007 Spectre                        | 2015           | Mission impossible : Rogue Nation                  | 2015           | Les deux films présentent les protagonistes poursuivant des organisations criminelles secrètes à travers l'Autriche, le Maroc et Londres tandis que leurs agences de renseignement ferment leurs portes, Paramount dut avancer la date de sortie de Mission Impossible : Rogue Nation pour éviter d'entrer en conflit avec Spectre. |
| Coming Through the Rye             | 2015           | Rebel in the Rye : Aux origines de l'Attrape-cœurs | 2017           | Les deux sont des films sur J. D. Salinger. |
| Other People                       | 2016           | La Famille Hollar                                  | 2016           | Les deux sont sur un écrivain qui vit à New York et qui retourne dans sa ville natale pour sa mère mourante atteinte de cancer, |
| First Date                         | 2016           | Barry                                              | 2016           | Les deux sont des films sur un jeune Barack Obama, ainsi que sur un intérêt amoureux. |
| Christine                          | 2016           | Kate Plays Christine                               | 2016           | Les deux sont sur Christine Chubbuck, bien que Kate Plays Christine soit un documentaire sur le processus du jeu d'acteur. |
| Captain Fantastic                  | 2016           | Le Château de verre                                | 2017           | Les deux sont sur une grande famille qui vit en reclus du monde civilisé et qui fait face à ses ramifications morales. |
| Opération Anthropoid               | 2016           | HHhH                                               | 2017           | Les deux films sont sur l'Opération Anthropoid, soit l'assassinat du SS-Obergruppenführer Reinhard Heydrich |
| Le Livre de la jungle              | 2016           | Mowgli : La Légende de la jungle                   | 2018           | Les deux sont des adaptations en prises de vues réelles et en CGI du Livre de la jungle de Rudyard Kipling, bien que le film de 2016 soit un remake du film d'animation de 1967. |
| Earthquake                         | 2016           | Spitak                                             | 2018           | Les deux films sont sur le séisme de 1988 en Arménie. |
| Churchill                          | 2017           | Les Heures sombres                                 | 2017           | Les deux sont des films sur Winston Churchill. Aussi, le téléfilm Churchill's Secret (2016) est sur Winston Churchill. |
| Les Heures sombres                 | 2017           | Dunkerque                                          | 2017           | Les deux films sont sur la planification de l'évacuation de Dunkerque[réf. nécessaire]. |
| The Spacewalker                    | 2017           | Salyut 7                                           | 2017           | Ces deux films russes s'inspire de faits réels survenus au cours de l'exploration spatiale soviétique. |
| Goodbye Christopher Robin          | 2017           | Jean-Christophe et Winnie                          | 2018           | Le premier est sur la vie du fils de l'auteur A. A. Milne, Christopher Robin. Le deuxième est sur la vie adulte du personnage fictif Christopher Robin, qu'A. A. Milne a basé sur son fils. |
| Crowhurst                          | 2017           | Le Jour de mon retour                              | 2018           | Les deux films sont sur l'entrée infortunée de Donald Crowhurst dans le Golden Globe Challenge, une compétition de voile autour du monde sans interruption. Non seulement ces films ont le même sujet, mais ils furent également distribués par le même studio, Studiocanal. Selon le chef de Studiocanal UK, Danny Perkins, la compagnie a acheté la production à petit budget Crowhurst pour pouvoir la contrôler. |
| Utøya, 22 juillet                  | 2018           | Un 22 juillet                                      | 2018           | Les deux sont des drames basés sur le drame du massacre d'Utøya. |
| Le Grand Bain                      | 2018           | Regarde les hommes nager                           | 2018           | Les deux sont sur un homme qui fait face à la crise de milieu de vie et qui rejoint une équipe masculine de natation synchronisée. |
| Upgrade                            | 2018           | Venom                                              | 2018           | Les deux sont des films sur des symbiotes intelligents, qui sont attachés à leur hôte humain et qui lui parle, donnant à l'humain des meilleurs pouvoirs et des meilleurs capacités, mais qui prennent peu à peu contrôle de leur hôte. Leurs stars respectives Logan Marshall-Green et Tom Hardy se ressemblent. |
| Yéti et Compagnie                  | 2018           | Abominable                                         | 2019           | Les deux sont des films d'animation de synthèse sur des yétis faisant le premier contact avec les humains et tous deux se situent dans les Himalayas. |
| Puppet Master: The Littlest Reich  | 2018           | Carnage chez les Puppets                           | 2018           | Les deux sont des comédies sombres mettant en vedette des marionnettes. |
| Sans un bruit                      | 2018           | The Silence                                        | 2019           | Les deux impliquent le monde attaqué par des créatures terrifiantes qui chassent leur proie humaine par le son. |
| My Beautiful Boy                   | 2018           | Ben is Back                                        | 2018           | Les deux sont des mélodrames sur une famille avec un fils adolescent qui fait face à une addiction à la drogue,. |
| Skate Kitchen                      | 2018           | 90's                                               | 2018           | Les deux sont des histoires de passage à l'âge adulte sur un groupe d'adolescents skateboarders interprétée par des acteurs inexpérimentés qui font du skate dans la vraie vie. Dans les deux films, le personnage principal est le membre le plus récent du groupe et a une relation contentieuse avec sa mère célibataire,. |
| RBG                                | 2018           | Une femme d'exception                              | 2018           | Un documentaire et un drame biographique sur Ruth Bader Ginsburg. |
| Won't You Be My Neighbor?          | 2018           | L'Extraordinaire Mr. Rogers                        | 2019           | Les deux films sont sur Fred Rogers, bien que le premier soit un documentaire et que le second soit un biopic. |
| Les Veuves                         | 2018           | Les Baronnes                                       | 2019           | Les deux sont sur des femmes de criminels respectant la loi et qui prennent les plans criminels de leurs maris lorsqu'ils sont partis,. |
| Lez Bomb                           | 2018           | Ma belle-famille, Noël et moi                      | 2020           | Les deux films tournent autour de lesbiennes qui tentent de faire leur coming out à leurs familles conservatrices durant les vacances, uniquement pour être confronté par leurs ex-petits-amis; Lez Bomb se passe durant Thanksgiving tandis que Ma belle-famille prend place durant Noël. |
| Fyre Fraud                         | 2019           | Fyre: The Greatest Party That Never Happened       | 2019           | Les deux sont des documentaires sur le Fyre Festival. |
| Mes autres vies de chien           | 2019           | Dans les yeux d'Enzo                               | 2019           | Les deux sont des films sur la vie d'un chien dans la vie de leur maître et qui sont narrés et vus à travers les yeux du chien. |
| The Haunting of Sharon Tate        | 2019           | Once Upon a Time… in Hollywood                     | 2019           | Les deux sont des films sur Sharon Tate et son meurtre. Bien que le premier soit un thriller d'horreur qui dramatise les évènements, le second prend place dans un univers alternatif où le meurtre n'a pas pris place. |
| Portrait de la jeune fille en feu  | 2019           | Ammonite                                           | 2020           | Les deux films se passent vers l'an 1800 sur la côte de la manche et présentent une relation lesbienne qui se complique par des différences de classes. |
| The King's Letters                 | 2019           | Forbidden Dream                                    | 2019           | Les deux sont sur Sejong le Grand et son patronage de l'éducation. |
| Ujda Chaman                        | 2019           | Bala (en)                                          | 2019           | Les deux sont des films Bollywoodiens sur des hommes faisant face à une calvitie préamaturée, devenant alors le sujet de ridicule et qui ont du mal à trouver une épouse. En fait, ces films sont sortis à une semaine d'intervalle. La ressemblance frappante entre les bande-annonces de ces films incita même un réalisateur à créer une pétition au tribunal pour ralentir la sortie de l'autre film. |
| Never Rarely Sometimes Always      | 2020           | Unpregnant                                         | 2020           | Les deux sont des films américains sur une adolescente qui découvre qu'elle est enceinte et va en road trip avec sa meilleure amie dans un autre état pour se faire avorter sans le consentement de ses parents. |
| Ami du monde                       | 2020           | Don't Look Up : Déni cosmique                      | 2021           | Les deux sont des comédies satiriques de science-fiction influencées par Docteur Folamour et La Quatrième Dimension, impliquant un évènement apocalyptique qui aurait pu être évité s'il n'y avait pas un fonctionnaire corrompu des États-Unis,. |
| Killer Spider                      | 2020           | Les Nuits de Mashhad                               | 2022           | Les deux sont des dramatisations de l'affaire de Saeed Hanaei, un tueur en série qui ciblait les travailleurs du sexe en Iran. |
| Pinocchio                          | 2022           | Pinocchio                                          | 2022           | Les deux se basent sur le roman Les Aventures de Pinocchio. |
| Violent Night                      | 2022           | The Mean One                                       | 2022           | Aussi Christmas Bloody Christmas (2022). Tous ces films sont sur un père Noël meurtrier. |

## Autres significations

### Une seule histoire avec deux perspectives
Le terme « films jumeaux » a aussi été attribué à des films produits par la même entreprise dans le but de raconter la même histoire avec deux points de vue différents. Par exemple, le film Françoise ou la Vie conjugale (1964) et Jean-Marc ou la Vie conjugale (1964) utilisent la même distribution pour raconter la même histoire de deux points de vue différents. Les films sur la Seconde Guerre mondiale Mémoires de nos pères (2006) et Lettres d'Iwo Jima (2006) décrivent la bataille d'Iwo Jima du point de vue des Marines et des soldats japonais,.

### Films multilingues
Le terme « films jumeaux » est également utilisé pour les versions multilingues de Raavan (2010) et Raavanan (2010), qui utilisent une distribution similaire en filmant les scènes à la fois en hindi et en tamil.